# Gustavo Arango
Gustavo Arango (Medellín, Colombia, 1964) es un escritor, periodista y profesor de español y literatura latinoamericana. Fue editor del suplemento literario del diario El Universal de Cartagena, Colombia, célebre por ser el periódico donde Gabriel García Márquez inició su carrera como periodista, lo que para Gustavo Arango posibilitó escribir una de las obras sobre el Nobel colombiano más representativas: "Un ramo de nomeolvides: García Márquez en El Universal", (1995). 
Su escritura da cuenta, mediante un manejo cuidadoso e intensamente expresivo del lenguaje, de realidades a veces extrañas y personajes excéntricos, desesperanzados que revelan un trasfondo absurdo del mundo y de ciertas realidades contemporáneas. Es considerado en Colombia como uno de los estudiosos y "gabólogos" más importantes así como figura destacada de la narrativa actual del país y de Latinoamérica.

## Obras
Biografía literaria
- Un tal Cortázar, 1987, reeditado en 2012, Universidad Pontificia Bolivariana, Medellín, Isbn 9587640357
- Un ramo de nomeolvides: García Márquez en El Universal, reeditado en 2014 por la Universidad Pontifica Bolivariana, Isbn 9789587640724

Cuento
- Bajas pasiones, 1990
- Su última palabra fue silencio, 1993
- Unos cuantos tigres azules, 2009, reeditado en 2011 por ediciones Pluma de Mompox
- La brújula del deseo: cuentos 1986-2014, 2014

Crónica
- Retratos: crónica periodística, 1996
- La voz de las manos: crónicas sobre escritores latinoamericanos, 2001

Novela
- Criatura perdida, 2000,  2019, Universidad Pontificia Bolivariana, Medellín, Isbn 9789587646689
- La risa del muerto, 2003, reeditada en 2012 por la Universidad Pontificia Bolivariana, Medellín, Isbn 9586969932
- El país de los árboles locos, 2005, Universidad Pontificia Bolivariana, Medellín, Isbn 9586964477
- Impromptus en la isla, 2009, Book Press, Nueva York, Isbn 9780982543337
- El origen del mundo, 2010, Ediciones B, México,Isbn 9786074801101
- Santa María del Diablo, 2015, Ediciones B, International latin Book Award, Iisbn 9588850436
- Resplandor, 2016, Ediciones B, Isbn 9789588951263

Ensayo, periodismo y otros textos de no ficción
- Vida y opiniones de Wenceslao Triana, 2006
- Las profundas cavernas del sentido, 2008
- Regreso al centro, 2009
- El más absurdo de todos los personajes, 2010
- Recuerde el alma dormida, reflexiones sobre la creación escrita. Ediciones El Pozo, Oneonta, Nueva York, Isbn 9780988428607
- Serendipity, crónica de viaje a Sri Lanka y fotografías. Ediciones El Pozo, Oneonta, Nueva York, Isbn 9780988428690
- Vida y milagros de una lengua muerta, 2017. Editorial Universidad Pontificia Bolivariana. Medellín, Colombia. Isbn 9789587644609
- Marilla Waite Freeman: A Life in Pictures, Articles, Letters and Personal Writings, 2019. Ediciones El Pozo, Oneonta, Nueva York Isbn 9780986181269
- Lecturas cómplices: En busca de García Márquez, Cortázar y Onetti. 2019. Editorial Universidad de Antioquia, Medellín. Colombia. Isbn 9789587148565

Como editor
- The Teory Play. La teoría del juego. Por Marilla Waite Freeman . Ediciones El Pozo, 2008.
- Memories of my Colombia. Memorias de mi Colombia. Por Valentina Arango. Ediciones El Pozo, 2009.
- Brujería. Por Valentina Arango. Ediciones El Pozo, 2019.

## Premios
- Premio Nacional de Periodismo Simón Bolívar, Bogotá, 1992
- Premio Marcio Veloz Maggiolo, Nueva York, 2002 (Por su novela, La risa del muerto)
- Premio Bicentenario de novela, México, 2010 (Por su novela, El origen del mundo)
- International latin Book Award, Estados Unidos, 2015. Por Santa María del diablo. Mejor novela histórica.